# Winfred King
Winfred Martin King (Atlanta, 12 giugno 1961) è un ex cestista statunitense, professionista in Spagna e in Italia.

## Carriera
Venne selezionato dai Boston Celtics al terzo giro del Draft NBA 1983 (52ª scelta assoluta).